# Sarasaeschna khasiana
Sarasaeschna khasiana là loài chuồn chuồn trong họ Aeshnidae. Loài này được Lieftinck mô tả khoa học đầu tiên năm 1968.